# Alfons Van Besten

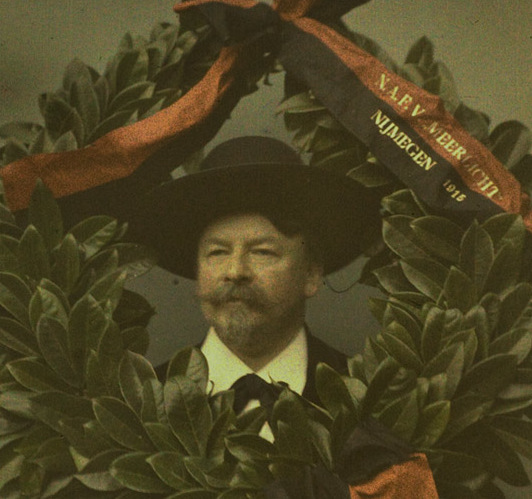
Van Besten omstreeks 1915 (geëerd door de Fotokring Meer Licht uit Nijmegen)

Sébastien Alphonse Van Besten (Brussel, 17 november 1865 - Borgerhout, 4 februari 1926) was een Belgisch fotograaf en schilder. Hij wordt vooral herinnerd om de vroege kleurenfoto's die hij maakte in autochroom. Als Belgisch afgevaardigde van de firma Lumière & Jougla reisde hij het land af om projecties te doen voor fotoclubs. Vaak ging het om fraaie composities als voor een schilderij. Tijdens de Eerste Wereldoorlog vluchtte Van Besten met een bevriende autochromist, Aloïs Van Son, naar Nederland, waar hij bleef fotograferen en projecties geven.

## Privé
Hij was getrouwd met Josephine Arnz en had geen kinderen.